# Nangang (Taipeh)
Nangang (chinesisch 南港區, Pinyin Nángǎng Qū) ist ein Stadtbezirk im Osten von Taipeh, Taiwan. In ihm liegen die Academia Sinica, das Taipei World Trade Center Nangang Exhibition Hall und der Nankang Software Park. Nach der Einwohnerzahl ist es der kleinste der 12 Distrikte von Taipeh.

## Geschichte
Nangang wurde 1735 von Fukinesen besiedelt, besonders in den heutigen Orten Nangang, Sanchong und Dongxin. Bis zur japanischen Besatzung war der Ortsname „Große Jia’na-Festung, Nangang-Sanchong-Hafen“ (大加吶堡南港三重埔,  dà jiānabǎo nángǎng-sānchóng pǔ). Der Name Nangang, wörtlich „südlicher Hafen“, bezieht sich auf seine Lage am Jilong-Fluss. Nach Ende der japanischen Herrschaft über Taiwan wurde Nangang am 6. Juli 1946 administrativ von der Nachbargemeinde Neihu abgetrennt und in eine Stadtgemeinde (鎮, Zhèn) umgewandelt. Am 1. Juli 1968 erfolgte die Eingemeindung als Distrikt nach Taipeh.

## Verkehr
In Nangang endet die „blaue Linie“ der Metro Taipeh, die den Bezirk mit dem Stadtzentrum verbindet. Die 2009 eröffnete Verlängerung der „braunen Linie“ verbindet Nangang mit dem nördlichen Nachbarbezirk Neihu. Der Bahnhof Nangang ist seit 2016 nördlicher Endpunkt  der nach Kaohsiung führenden Taiwan High Speed Rail.

## Sehenswürdigkeiten
Zur japanischen Zeit war Nangang bekannt für seinen Teeanbau (Baozhong-Tee), der hier etwa 300 Hektar umfasste. Nach dem Zweiten Weltkrieg wandelte sich Nangang in einen Industrievorort und der Teeanbau wurde schließlich ganz eingestellt. Mit Unterstützung der Stadtregierung von Taipeh wurde er 1982 wieder aufgenommen. Heute ist im Dorf Jiuzhuang (舊莊里) eine Teeproduktion-Demonstrationsanlage zu besichtigen, die 1991 2,9 Hektar umfasste.

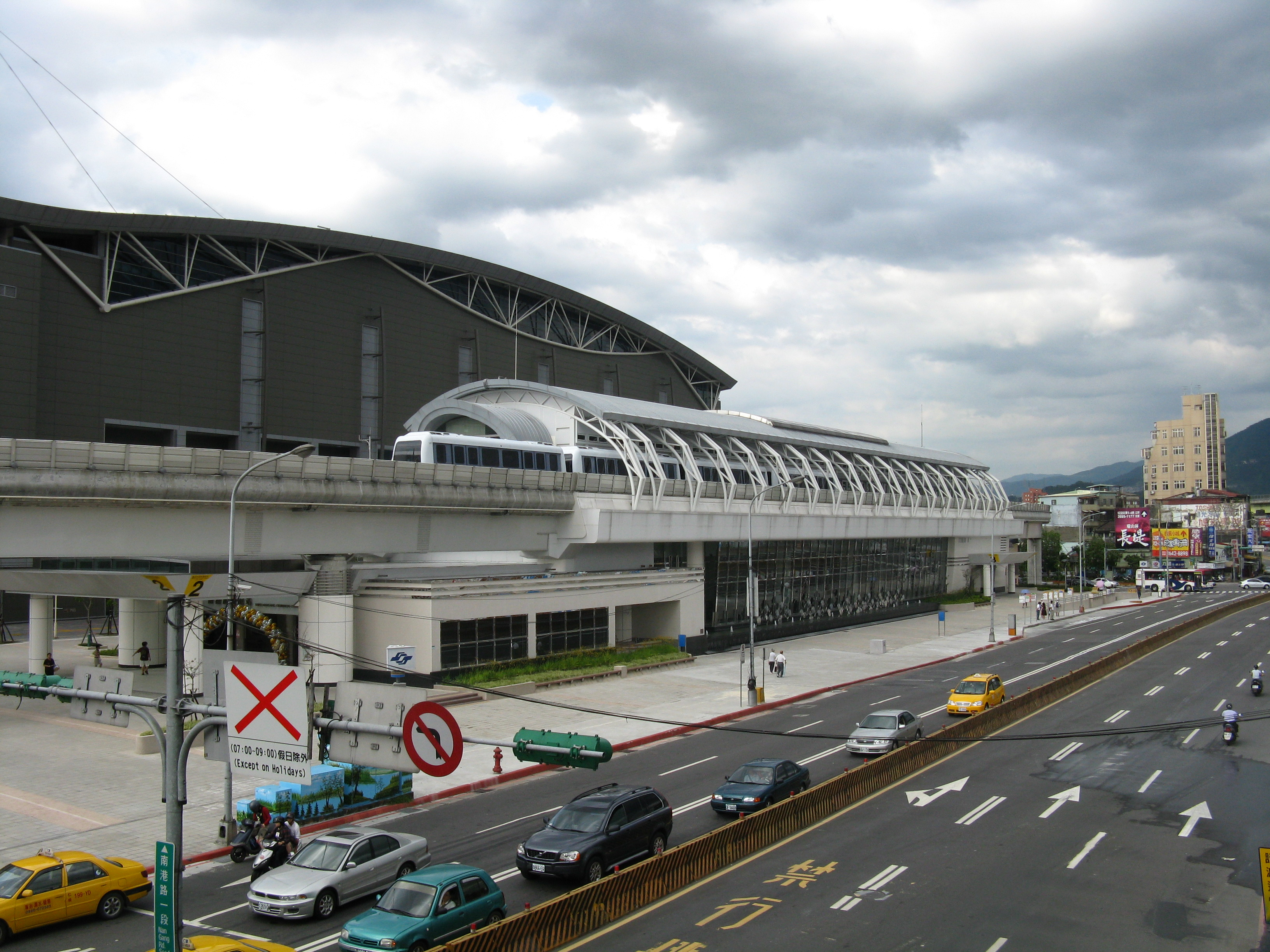
Bahnhof am Nangang Exhibition Center